# Ржевский, Григорий Никитич
Григорий Никитич Ржевский — воевода и думный дворянин во времена правления Ивана IV Васильевича Грозного, Фёдора Ивановича, Бориса Годунова, Смутное время и царствование Михаила Фёдоровича.
Из дворянского рода Ржевские. Младший сын Никиты Григорьевича. Имел братьев Андрея и Ивана Никитичей.

## Биография
В 1577 году — городовой дворянин. В 1587 году прислан гонцом из Новгорода к Государю от посланного в Польшу посланника и с указаниями государя возвратился к нему.
В марте 1589 года, по указу царя Фёдора Ивановича, он должен был встретить цесарского посла Николая Варкача в Пскове, но местные воеводы отправили посла раньше приезда Ржевского, вследствие чего он сопровождал Варкача лишь от Твери до Москвы. По обыкновению, Ржевскому был дан наказ, о чём спрашивать посла, для немедленного донесения царю Фёдору Ивановичу, а также предписано, что говорить об отношениях Персии и других восточных стран к Русскому царству. Чтобы показать могущество русского царя, про «Кизилбашского» (то есть персидского шаха) велено было ответить: «та Восточная страна вся под Государя нашего царскою рукою»; если же посол начнёт спрашивать о каких-нибудь других великих делах, Ржевский должен был сослаться на своё отсутствие из Москвы: «про те ему дела слышати не случилось, что он был в государеве жалованье, в именье». В этом же году послан от Государя к боярам в Новгород с росписью и пушками.
В 1598 году подписался под грамотой об избрании на престол Бориса Фёдоровича Годунова. В 1606 году переписывал заборских казаков. В январе 1608 года он и его брат Иван Никитич были в числе свадебного поезда на второй свадьбе царя Василия Ивановича Шуйского с княжной Марией Петровной Буйносовой-Ростовской. В этом же году послан вторым к Брянску в помощных войсках против бунтовщиков.
В конце царствования Шуйского он был сторонником польского короля Сигизмунда и королевича Владислава. Гетман Ружинский писал его «окольничим» и из своего табора отправил в Москву, в сопровождении Николая Рудинского, говорить в пользу польского короля. Царь Василий Иванович Шуйский, узнав об этом, велел сослать Ржевского в Ярославль и посадить в тюрьму; по словам Ржевского, на него были надеты оковы весом в пять пудов. С ним были сосланы: его сын и жена брата Андрея с сыном; они просидели в тюрьме полтора года.
В январе 1611 года показан в думных дворянах, в конце февраля подписался двадцать пятым под двумя грамотами Боярской думы: 1) при отправлении Ростовского митрополита Филарета и князя Василия Голицына к польскому королю Сигизмунду, с просьбой о скорейшем прибытии в Москву королевича Владислава; 2) смоленским воеводам Шеину и Горчакову — о немедленной сдаче Смоленска польскому королю Сигизмунду.
В 1617 году воевода в Василе. В 1620 году был объезжим головой в Москве, в Белом городе, от Китая до Неглинной.  В 1625 году назначен воеводой в Пелым, но затем это назначение было отменено, и в Пелым послан Вердеревский.   В 1627 году во время богомольного похода царя Михаила Фёдоровича в Троице-Сергиеву лавру ночевал на «государеве» дворе. В 1627—1629 годах упоминается, как дворянин московский.

## Критика
В Российской родословной книге выше упомянутый Григорий Никитич находится под № 46. В этой же поколенной росписи имеется современник — Григорий Никитич Ржевский под № 23, сын Никиты Матвеевича. Упомянут в 1549 году есаулом в шведском походе. Возможно смешивание служб на начальном этапе.

## Семья
От брака с неизвестной имел детей:
- Ржевский Никита Григорьевич — в 1628 году показан в дворянах и их окладчиком по городу Дорогобужу.
- Ржевский Григорий Григорьевич —  дорогобужский дворянин, в 1634 году на службе под Смоленском против поляков, после принял постриг.
- Ржевский Андрей Григорьевич — в 1631 году показан в дворянах костромской десятни.